# Difesa Carr
La difesa Carr è un'apertura del gioco degli scacchi derivante dall' apertura di re, le cui mosse iniziali sono:
1. e4 h6
Prende il nome del Dr. Jabez Carr, che giocò questa mossa in una simultanea alla cieca su otto scacchiere data da Paul Morphy a Birmingham il 27 agosto 1858.
È una difesa eccentrica decisamente sconsigliabile, in quanto non contribuisce allo sviluppo dei pezzi del nero. 

## Continuazioni
Fra le varie continuazioni studiate:
- 2. d4 c5 3. Cf3 cxd4 4. Cxd4 Cf6 5. Cc3 e5 6. Cdb5 d6 7. Cd5 Cxd5 8. exd5 Ae7 9. Ae3 0-0 10. Ae2 a6 11. Cc3 f5 12. f3 (con gioco favorevole al bianco)

- 2. d4 c5 3. Cf3 cxd4 4. c3 dxc3 5. Cxc3 e6 6. Ad3 Cc6 7. 0-0 Cf6 8. De2 d6 9. Td1 Ad7 10. Ac4 Tc8 11. Ab3 Da5!? 12. Ad2 Dh5 13. Af4 (con gioco favorevole al bianco)